# Congresos del PSOE
Los Congresos del Partido Socialista Obrero Español son aquellas reuniones periódicas a las que asisten los delegados del Partido Socialista Obrero Español (PSOE) y en los que se debate acerca de la situación política del Partido. El Congreso Federal es el máximo órgano legislativo del Partido ya que se encarga de fijar el programa político y la línea oficial de los socialistas españoles, elige a la Comisión Ejecutiva Federal y debate sobre su gestión a cargo de la dirección del partido.
A las Congresos del PSOE asisten representantes de todas las federaciones del Partido, elegidos por los Congresos Provinciales, Comarcales e Insulares; representantes de las Juventudes Socialistas de España (organización juvenil vinculada al PSOE, aunque goza de una total independencia orgánica); y representantes de las organizaciones sectoriales afines al PSOE y que debaten sobre temas políticos (educación, medio ambiente, sanidad, participación ciudadana...). 
A lo largo de su historia, hasta 2023, el PSOE ha celebrado un total de 49 Congresos a nivel federal, siendo estos 41 Congresos Ordinarios y 8 Extraordinarios. El Primer Congreso Inaugural del PSOE se celebró en 1879, bajo la iniciativa del fundador del Partido Pablo Iglesias Posse.

## Desde la fundación hasta la Guerra Civil

### I Congreso. Barcelona 23 a 25 de agosto de 1888
El programa aprobado en este primer congreso proclama que el ideal del PSOE es la completa emancipación de la clase trabajadora. Pablo Iglesias es elegido presidente del Comité Nacional, que se establece en Madrid.
| I Congreso (Barcelona, 23 a 25 de agosto de 1888) |  |                    |
| Presidente                                        |  | Pablo Iglesias     |
| Vicepresidente                                    |  | Trifón Gómez       |
| Tesorero                                          |  | Francisco Carrasco |
| Vocal                                             |  | Mariano Rodríguez  |
| Vocal                                             |  | Antonio Atienza    |

### II Congreso
El PSOE suscribe la resolución de la II Internacional sobre el 1º de mayo y acuerda presentarse a las elecciones con candidaturas propias. 
| Congreso | Fecha          | Lugar  | Presidente     |
| II       | Agosto de 1890 | Bilbao | Pablo Iglesias |

### III Congreso
Se apoyan las reivindicaciones de los mineros de Vizcaya, que protagonizaron diversas huelgas.
| Congreso | Fecha          | Lugar    | Presidente     |
| III      | Agosto de 1892 | Valencia | Pablo Iglesias |

### IV Congreso
Se acuerda llevar a cabo una campaña para reclamar del Gobierno reformas constitucionales y mejoras sociales para los trabajadores.
| Congreso | Fecha          | Lugar  | Presidente     |
| IV       | Agosto de 1894 | Madrid | Pablo Iglesias |

### V Congreso
Debate sobre la oportunidad de establecer acuerdos electorales con partidos republicanos. Se acepta esta posibilidad "cuando los principios democráticos corran peligro de desaparecer".
| Congreso | Fecha              | Lugar    | Presidente     |
| V        | Septiembre de 1899 | Valencia | Pablo Iglesias |

### VI Congreso
Se fijan las condiciones de coalición con los partidos republicanos y se debate sobre la huelga general de Barcelona. 
| Congreso | Fecha          | Lugar | Presidente     |
| VI       | Agosto de 1902 | Gijón | Pablo Iglesias |

### VII Congreso
Se admite en el partido a las Juventudes Socialistas, fundadas dos años antes en Bilbao por Tomás Meabe.
| Congreso | Fecha           | Lugar  | Presidente     |
| VII      | Octubre de 1905 | Madrid | Pablo Iglesias |

### VIII Congreso
En casos excepcionales, el PSOE puede coligarse con partidos burgueses avanzados en toda clase de elecciones cuando lo acuerden las dos terceras partes de los votantes.
| Congreso | Fecha           | Lugar  | Presidente     |
| VIII     | Octubre de 1908 | Madrid | Pablo Iglesias |

### IX Congreso
El PSOE recibe el apoyo, por primera vez, de partidos socialistas de otros países.
| Congreso | Fecha           | Lugar  | Presidente     |
| IX       | Octubre de 1912 | Madrid | Pablo Iglesias |

### X Congreso
Se analizan las causas y posibles consecuencias de la guerra europea. Aunque al principio se declara neutral, el PSOE se inclinará hacia los aliados.
| Congreso | Fecha           | Lugar  | Presidente     |
| X        | Octubre de 1915 | Madrid | Pablo Iglesias |

### XI Congreso
Se saluda "con entusiasmo" la revolución rusa.
| Congreso | Fecha             | Lugar  | Presidente     |
| XI       | Noviembre de 1918 | Madrid | Pablo Iglesias |

### Congreso Extraordinario
Debate sobre la permanencia en la II Internacional o la adhesión a la Internacional Comunista. Vista la división que el ingreso o no en el recién creado Komintern suscita entre los delegados socialistas, el Congreso aplaza la decisión y se mantiene provisionalmente en la II Internacional, apoyando una propuesta de Besteiro, con la intención de promover la unificación de ambas asociaciones. El partido rechaza las 21 Condiciones impuestas por la Internacional Comunista para aceptar su ingreso y se adhiere a la Unión de Viena.
| Congreso       | Fecha             | Lugar | Presidente     |
| Extraordinario | Diciembre de 1919 |       | Pablo Iglesias |

El PSOE acuerda abandonar la II Internacional e integrarse en la Internacional Comunista. El acuerdo es provisional, a la espera de un informe de una delegación enviada a la Unión Soviética, formada por Fernando de los Ríos y Daniel Anguiano. 
| Congreso       | Fecha         | Lugar  | Presidente | Presidente     |
| Extraordinario | Junio de 1920 | Madrid |            | Pablo Iglesias |

Se zanja el debate de las internacionales, después de votar el informe que lee Fernando de los Ríos de su viaje a Rusia  uniendo su acción a la reconstrucción de la II Internacional Socialista. Fernando de los Ríos continúa como vocal.
| Extraordinario (Madrid, abril de 1921) |  |                |
| Presidente                             |  | Pablo Iglesias |

### XII Congreso
Julián Besteiro es elegido presidente de la Comisión Ejecutiva tras la muerte el 9 de diciembre de 1925 Pablo Iglesias.
| XIII Congreso (Madrid, julio de 1925) |  |                 |
| Presidente                            |  | Julián Besteiro |

### Congreso Extraordinario[citarequerida]
Dos años antes ha fallecido Pablo Iglesias. Se produce la escisión de quienes deciden crear el Partido Comunista de España. Se rechazan los escaños ofrecidos por la dictadura de Primo de Rivera.
| Congreso       | Fecha           | Lugar  | Presidente | Presidente |
| Extraordinario | Octubre de 1927 | Madrid |            |            |

### Congreso Extraordinario
Se acaba de proclamar la II República y se estudia la posición del partido respecto al nuevo régimen. 
| Congreso       | Fecha         | Lugar  | Presidente |
| Extraordinario | Julio de 1931 | Madrid |            |

### XIII Congreso
Se manifiestan posturas de oposición a la política de participación del partido en los Gobiernos de coalición de la República. Francisco Largo Caballero desplaza a Besteiro de la presidencia de la Comisión Ejecutiva (Largo Caballero dimitiría en noviembre de 1935; en junio de 1936 fue sustituido por Ramón Lamoneda).
| XIII Congreso (Madrid, octubre de 1932) |  |                           |
| Presidente                              |  | Francisco Largo Caballero |

## Exilio

### XIV Congreso (I Exilio). Toulouse 24 a 25 de septiembre de 1944
Primer congreso en el exilio. El PSOE empieza a recomponer su organización tras la guerra civil. A finales de agosto surgió la idea de reunir un congreso de los socialistas de Francia. Tras consultas de compañeros de solvencia (Trifón Gómez, Andrés Saborit, Enrique de Francisco y Rodolfo Llopis) se convocó la reunión para esos días. África del Norte se sumó a la convocatoria; México, no. La legitimidad de este primer congreso vino de la mano de los militantes y del Comité de Coordinación radicado en Toulouse. El Congreso se inauguró en la sala de Senechal, rue de Rémusat, en Toulouse. La mesa de discusión la presidió Enrique de Francisco. Saborit defendió la tesis de que las Juventudes Socialistas deberían desaparecer como tales; no prosperó. Se decidió la publicación de "El Socialista".
| XIV Congreso (Toulouse, 24 a 25 de septiembre de 1944) |  |                      |
| Presidente                                             |  | Enrique de Francisco |
| Vicepresidente                                         |  | Trifón Gómez         |
| Secretario General                                     |  | Rodolfo Llopis       |
| Vicesecretario                                         |  | Arsenio Jimeno       |

Comisión Ejecutiva
```
Presidente: Enrique de Francisco Jiménez
Vicepresidente: Trifón Gómez San José
Secretario general: Rodolfo LLopis Ferrándiz
Vicesecretario : Arsenio Jimeno Velilla
Tesorero: Manuel Palacios
Secretario de propaganda: Juan Tundidor López
Vocal: Pascual Tomás Taenagua
Vocal: José Gregori Martínez
Vocal: Paulino Gómez Beltrán
Vocal: Pablo Careaga
Vocal: Francisco Vizcaíno
```

### XV Congreso (II Exilio). Toulouse 22 a 26 de mayo de 1946
Se ratifica la voluntad de colaborar con todos los partidos antifascistas, a excepción de los comunistas. Preside Wenceslao Carrillo; vicepresidentes, Saborit y Antonio Ramos. Alberto Foraster expresa el descontento producido por la publicación en "El Socialista" de un artículo de Saborit comentando la actuación de Francisco Largo Caballero en términos poco procedentes. Se acuerda mantener relaciones "con la mayor cordialidad posible" con la CNT, no así con el Partido Comunista, cosa que defiende Wenceslao Carrillo. Manuel Albar defiende la participación socialista en el Gobierno Giral. La sección de Meyreuil presentó como voto particular una candidatura presidida por Indalecio Prieto que fue rechazada. Saborit defiende una enmienda en los estatutos, según la cual la minoría parlamentaria rinda cuentas de su gestión al partido. Aprobado. Manuel Albar (México) defiende el apoyo al Gobierno de José Giral, en el que hay dos ministros socialistas. Intervención del delegado de España, Emilio Salgado.
Delegados Asistentes: 412        Entidades representadas: 246
| XVI Congreso (II Exilio) (Toulouse, 22 a 26 de mayo de 1946) |  |                      |
| Presidente                                                   |  | Enrique de Francisco |
| Vicepresidente                                               |  | Trifón Gómez         |
| Secretario General                                           |  | Rodolfo Llopis       |
| Vicesecretario                                               |  | Wenceslao Carrillo   |

Comisión Ejecutiva
```
Presidente: Enrique de Francisco Jiménez
Vicepresidente: Trifón Gómez San José
Secretario general: Rodolfo LLopis Ferrándiz
Vicesecretario General: Wenceslao Carrillo Alonso
Tesorero: Manuel Palacios
Secretario de propaganda: José Gregori Martínez
Secretario de prensa: Manuel Albar Catalán
Secretario de actas y archivo: Arsenio Jimeno Velilla
Secretario sindical: Pascual Tomás Taenagua
Secretario de solidaridad: Paulino Gómez Beltrán
Secretario de educación política: Juan Tundidor López
```

### XVI Congreso (III Exilio). Toulouse 25 a 29 de marzo de 1948
```
Delegados Asistentes: 401        Entidades representadas: 204
```

| XVI Congreso (III Exilio) (Toulouse, 25 a 29 de marzo de 1948) |  |                        |
| Presidente                                                     |  | Indalecio Prieto Tuero |
| Vicepresidente                                                 |  | Trifón Gómez           |
| Secretario General                                             |  | Rodolfo Llopis         |
| Vicesecretario                                                 |  | José Barreiro García   |

Comisión Ejecutiva
```
Presidente: Indalecio Prieto Tuero
Vicepresidente: Trifón Gómez San José
Secretario general: Rodolfo LLopis Ferrándiz
Vicesecretario: Andrés Saborit Colomer
Tesorero: Carlos Martínez Parera
Vocal: Paulino Gómez Beltrán
Vocal: Fermín Zarza
Vocal: Manuel Muiño Arroyo
Vocal: Amador Fernández
Vocal: Pascual Tomás Taenagua
Vocal: Arsenio Jimeno Velilla
```

### XVII Congreso (IV Exilio). Toulouse 22 a 25 de junio de 1950
```
Delegados Asistentes: 157        Entidades representadas: 133
```

| XVII Congreso (IV Exilio) (Toulouse, 22 a 25 de junio de 1950) |  |                        |
| Presidente                                                     |  | Indalecio Prieto Tuero |
| Vicepresidente                                                 |  | Trifón Gómez           |
| Secretario General                                             |  | Rodolfo Llopis         |
| Vicesecretario                                                 |  | José Barreiro García   |

Comisión Ejecutiva
```
Presidente: Indalecio Prieto Tuero
Vicepresidente: Trifón Gómez San José
Secretario general: Rodolfo LLopis Ferrándiz
Vicesecretario: José Barreiro García
Tesorero: Carlos Martínez Parera
Vocal: Paulino Gómez Beltrán
Vocal: Fermín Zarza
Vocal: Manuel Muiño Arroyo
Vocal: Gabriel Pradal Gómez
Vocal: Pascual Tomás Taenagua
Vocal: José Ferrer
```

### Congreso Extraordinario. Toulouse 31 de marzo a 1 de abril de 1951
```
Delegados Asistentes: 239        Entidades representadas: 167
```

| Congreso Extraordinario (Toulouse, 31 de marzo a 1 de abril de 1951) |  |                        |
| Presidente                                                           |  | Trifón Gómez San José  |
| Vicepresidente                                                       |  | Pascual Tomás Taenagua |
| Secretario General                                                   |  | Rodolfo Llopis         |
| Vicesecretario                                                       |  | José Barreiro García   |

Comisión Ejecutiva
```
Presidente: Trifón Gómez San José
Vicepresidente: Pascual Tomás Taenagua
Secretario general: Rodolfo LLopis Ferrándiz
Vicesecretario: José Barreiro García
Tesorero: Carlos Martínez Parera
Vocal: Paulino Gómez Beltrán
Vocal: Gabriel Pradal Gómez
Vocal: Manuel Muiño Arroyo
Vocal: Manuel Albar Catalán
Vocal: Salvador Martínez Dasi
Vocal: Antonio Trigo Mairal
```

### XVIII Congreso (V Exilio). Toulouse 15 a 18 de agosto de 1952
```
Delegados Asistentes: 298        Entidades representadas: 182
```

| XVIII Congreso (V Exilio) (Toulouse, 15 a 18 de agosto de 1952) |  |                        |
| Presidente                                                      |  | Trifón Gómez San José  |
| Vicepresidente                                                  |  | Pascual Tomás Taenagua |
| Secretario General                                              |  | Rodolfo Llopis         |
| Vicesecretario                                                  |  | José Barreiro García   |

Comisión Ejecutiva
```
Presidente: Trifón Gómez San José
Vicepresidente: Pascual Tomás Taenagua
Secretario general: Rodolfo LLopis Ferrándiz
Vicesecretario: José Barreiro García
Tesorero: Carlos Martínez Parera
Vocal: Paulino Gómez Beltrán
Vocal: Gabriel Pradal Gómez
Vocal: Manuel Muiño Arroyo
Vocal: José Caules Juan
Vocal: Miguel Calzada San Miguel
Vocal: Antonio Trigo Mairal
```

### XIX Congreso (VI Exilio). Toulouse 12 a 15 de agosto de 1955
```
Delegados Asistentes: 248        Entidades representadas: 151
```

| XIX Congreso (VI Exilio) (Toulouse, 12 a 15 de agosto de 1955) |  |                      |
| Presidente                                                     |  | Vacante              |
| Vicepresidente                                                 |  | Vacante              |
| Secretario General                                             |  | Rodolfo Llopis       |
| Vicesecretario                                                 |  | José Barreiro García |

Comisión Ejecutiva
```
Secretario general: Rodolfo LLopis Ferrándiz
Vicesecretario: José Barreiro García
Tesorero: Carlos Martínez Parera
Vocal: Paulino Gómez Beltrán
Vocal: Gabriel Pradal Gómez
Vocal: Manuel Muiño Arroyo
Vocal: José Caules Juan
Vocal: Miguel Calzada San Miguel
Vocal: Pascual Tomás Taenagua
Vocal: Trifón Gómez San José
Vocal: Salvador Martínez Dasi
```

### XX Congreso (VII Exilio). Toulouse 14 a 17 de agosto de 1958
```
Delegados Asistentes: 252        Entidades representadas: 123
```

| XX Congreso (VII Exilio) (Toulouse, 14 a 17 de agosto de 1958) |  |                      |
| Presidente                                                     |  | Vacante              |
| Vicepresidente                                                 |  | Vacante              |
| Secretario General                                             |  | Rodolfo Llopis       |
| Vicesecretario                                                 |  | José Barreiro García |

Comisión Ejecutiva
```
Secretario general: Rodolfo LLopis Ferrándiz
Vicesecretario: José Barreiro García
Tesorero: Carlos Martínez Parera
Vocal: Paulino Gómez Beltrán
Vocal: Gabriel Pradal Gómez
Vocal: Manuel Muiño Arroyo
Vocal: Miguel Calzada San Miguel
Vocal: Pascual Tomás Taenagua
Vocal: Salvador Martínez Dasi
```

### XXI Congreso (VIII Exilio). Puteaux (París) 12 a 15 de agosto de 1961
```
Delegados Asistentes: 205        Entidades representadas: 108
```

| XXI Congreso (VIII Exilio) (Puteaux (París), 12 a 15 de agosto de 1961) |  |                      |
| Presidente                                                              |  | Vacante              |
| Vicepresidente                                                          |  | Vacante              |
| Secretario General                                                      |  | Rodolfo Llopis       |
| Vicesecretario                                                          |  | José Barreiro García |

Comisión Ejecutiva
```
Secretario general: Rodolfo LLopis Ferrándiz
Vicesecretario: José Barreiro García
Tesorero: Carlos Martínez Parera
Vocal: Paulino Gómez Beltrán
Vocal: Gabriel Pradal Gómez
Vocal: Manuel Muiño Arroyo
Vocal: Miguel Calzada San Miguel
Vocal: Pascual Tomás Taenagua
Vocal: Miguel Armentia Juvete
```

### XXII Congreso (IX Exilio). Toulouse 13 a 16 de agosto de 1964
```
Delegados Asistentes: 263        Entidades representadas: 115
```

| XXII Congreso (IX Exilio) (Toulouse, 13 a 16 de agosto de 1964) |  |                        |
| Presidente                                                      |  | Pascual Tomás Taengua  |
| Vicepresidente                                                  |  | Miguel Armentia Juvete |
| Secretario General                                              |  | Rodolfo Llopis         |
| Vicesecretario                                                  |  | José Barreiro García   |

Comisión Ejecutiva
```
Presidente: Pascual Tomás Taenagua
Vicepresidente: Miguel Armentia Juvete
Secretario general: Rodolfo LLopis Ferrándiz
Vicesecretario: José Barreiro García
Tesorero: Carlos Martínez Parera
Vocal: Gabriel Pradal Gómez
Vocal: Juan Iglesias Garrigos
Vocal: Bernardo Simo Cruañes
Vocal: Arsenio Jimeno Velilla
Vocal: Manuel Muiño Arroyo
Vocal: Miguel Calzada Fernández
```

### XXIII Congreso (X Exilio). Toulouse 12 a 15 de agosto de 1967
```
Delegados Asistentes: 218        Entidades representadas: 91
```

| XXIII Congreso (X Exilio) (Toulouse, 12 a 15 de agosto de 1967) |  |                          |
| Presidente                                                      |  | Ramón Rubial Cavia       |
| Vicepresidente                                                  |  | Miguel Armentia Juvete   |
| Secretario General                                              |  | Rodolfo Llopis           |
| Vicesecretario                                                  |  | José Martínez de Velasco |

Comisión Ejecutiva
```
Presidente: Ramón Rubial Cavia
Vicepresidente: Miguel Armentia Juvete
Secretario general: Rodolfo LLopis Ferrándiz
Vicesecretario: José Martínez de Velasco
Tesorero: Carlos Martínez Parera
Vocal: Juan Iglesias Garrigos
Vocal: Manuel Muiño Arroyo
Vocal: Ildefonso Torregrosa García
Vocal: Manuel Simón Velasco
Vocal: Paulino Barrabés Ferrer
Vocal: Antonio García Duarte
```

### XXIV Congreso (XI Exilio). Toulouse 13 a 16 de agosto de 1970
```
Delegados Asistentes: 197        Entidades representadas: 97
```

| XXIV Congreso (XI Exilio) (Toulouse, 13 a 16 de agosto de 1970) |  |                |
| Presidente                                                      |  | Vacante        |
| Vicepresidente                                                  |  | Vacante        |
| Secretario General                                              |  | Rodolfo Llopis |
| Vicesecretario                                                  |  | Vacante        |

Comisión Ejecutiva
```
Secretario general: Rodolfo LLopis Ferrándiz
Secretario de organización: José Martínez de Velasco
Secretario administrativo: Julio Fernández Lucio
Secretario: Juan Iglesias Garrigos
Secretario: Miguel Armentia Juvete
Secretario: Ildefonso Torregrosa García
Secretario: Antonio García Duarte
```

### XXV Congreso
- XXV Congreso, XII en el exilio (Toulouse, agosto de 1972). Llamado de la renovación. Victoria de las tesis renovadoras del interior sobre las del exilio. Rodolfo Llopis no acepta su destitución, lo que provoca la ruptura en dos partidos: el PSOE Renovado -con una dirección colegiada[3] conformada, entre otros, por Nicolás Redondo, Pablo Castellano y Felipe González- y el PSOE Histórico de Llopis -el futuro Partido de Acción Socialista (Pasoc)-.

### XXVI Congreso
- XXVI Congreso, XIII en el exilio: ¡Por el socialismo! ¡Por la libertad! (Suresnes, octubre de 1974). La renovación iniciada en 1972 culmina con la elección de un primer secretario:[4] Felipe González.

## Desde la restauración democrática en adelante (1977-Actualidad)

### XXVII Congreso
- XXVII Congreso: Socialismo es libertad (Madrid, diciembre de 1976). Primer Congreso celebrado en España tras la guerra civil. Felipe González es ratificado como secretario general, y Ramón Rubial se convierte en presidente del partido.

### XXVIII Congreso
- XXVIII Congreso: Construir en libertad (Madrid, mayo de 1979). El partido rechaza la pretensión de su secretario general de retirar la definición marxista del PSOE. Felipe González no acepta el cargo y como el congreso no tiene otra propuesta la salida es una gestora dirigida por José Federico de Carvajal se hace cargo de la dirección hasta el siguiente Congreso Extraordinario.

### Extraordinario (1979)
- Congreso Extraordinario: Forjando el socialismo (Madrid, septiembre de 1979). El PSOE renuncia al marxismo como ideología oficial del partido, aunque la mantiene como instrumento crítico y teórico, dando lugar al surgimiento de Izquierda Socialista. Se define como un partido socialista democrático y de organización federal. Felipe González vuelve a la secretaría general.

### XXIX Congreso
- XXIX Congreso Federal: Raíces para la democracia (Madrid, octubre de 1981).

### XXX Congreso
- XXX Congreso Federal: España, compromiso de solidaridad (Madrid, diciembre de 1984).

### XXXI Congreso
- XXXI Congreso Federal: Ganar el futuro (Madrid, enero de 1988). Se aprueba las cuotas de presencia de mujeres en un porcentaje no inferior al 25 % para todos los órganos de dirección del partido.[5]

### XXXII Congreso
- XXXII Congreso Federal: En una nueva sociedad (Madrid, noviembre de 1990).

### XXXIII Congreso
- XXXIII Congreso Federal: Un nuevo impulso del socialismo (Madrid, marzo de 1994).

### XXXIV Congreso
- XXXIV Congreso Federal: La respuesta progresista (Madrid, junio de 1997). Felipe González anuncia que no optará a la reelección, Joaquín Almunia es elegido nuevo secretario general.

### XXXV Congreso
- XXXV Congreso Federal: El impulso necesario (Madrid, julio de 2000). José Luis Rodríguez Zapatero alcanza la secretaría general del PSOE y sustituye así a Manuel Chaves, presidente de la Comisión Política (gestora) que se había hecho cargo del partido desde la dimisión de Joaquín Almunia tras la derrota en las elecciones generales. Chaves se convierte en presidente del partido, en sustitución del fallecido Ramón Rubial.

### XXXVI Congreso
- XXXVI Congreso Federal: El compromiso (Madrid, julio de 2004). Tras la victoria socialista en las elecciones de marzo del mismo año, el Congreso ratifica a J. L. Rodríguez Zapatero y define los ejes de su política gubernamental, especialmente en el ámbito territorial.

### XXXVII Congreso
- XXXVII Congreso Federal: Socialismo y Ciudadanía: más y mejores derechos (4, 5 y 6 de julio de 2008, en el Palacio Municipal de Congresos de Madrid). Tras la victoria socialista en las elecciones de marzo del mismo año, el Congreso ratifica a J. L. Rodríguez Zapatero.

### XXXVIII Congreso
- XXXVIII Congreso Federal: La respuesta socialista (3, 4 y 5 de febrero de 2012, en Sevilla). Tras la notable derrota en las elecciones de noviembre de 2011, el Congreso eligió a Alfredo Pérez Rubalcaba como secretario general en una ajustada pugna con Carme Chacón, aventajando en tan solo 22 votos a su rival en la votación.

### Extraordinario (2014)
- Congreso Extraordinario (26 y 27 de julio de 2014). Tras la derrota en las elecciones europeas de 2014, el secretario general Alfredo Pérez Rubalcaba anunció su dimisión. Pedro Sánchez Pérez-Castejón fue elegido por los militantes el 13 de julio.

### XXXIX Congreso
- XXXIX Congreso Federal (17 y 18 de junio de 2017). Tras la dimisión en octubre de 2016 del secretario general, Pedro Sánchez, debido a su negativa a que el partido se abstuviese en la investidura de Mariano Rajoy como Presidente del Gobierno, el partido nombró a una gestora provisional. En enero de 2017 se convocaron unas primarias para el mes de mayo en las que fue reelegido Pedro Sánchez como secretario general, en pugna con Susana Díaz.

### XL Congreso
- XL Congreso Federal (Valencia, 15, 16 y 17 de octubre de 2021). Se le llamó el Congreso de la reunificación. Asistieron como invitados principales los expresidentes del Gobierno de España Felipe González y José Luis Rodríguez Zapatero.[6]El Congreso ratifica a Pedro Sánchez.

### XLI Congreso
- XLI Congreso Federal (Sevilla, 29 y 30 de noviembre y 1 de diciembre de 2024).[7]El Congreso ratifica a Pedro Sánchez.